# Син цвят
Синьото е основен цвят от спектъра на бялата светлина, намиращ се между виолетовото, в по-късовълновата област от спектъра и зеленото – в по-дълговълновата. Приема се, че човешкото око възприема светлина с дължина на вълната между 450 – 495 nm (440 и 490 nm) като синя.
Синьото е един от трите основни цвята, заедно с червеното и зеленото, в адитивната (RGB) цветова схема. По тази схема работят кинескопите за цветна телевизия и мониторите на компютрите. Синьото е също един от трите основни цвята в субтрактивната цветова схема (заедно с червеното и жълтото).
Синьото присъства в небесната дъга, разпознаваем е от човека предимно в цвета на небето и морето.
Основен цвят в студените тонове в изобразителното изкуство. Използват се бои, които са оттенъци на синьото: ултрамарин, азурит, кобалтово синьо, турско синьо, синьо-зелено (циан). От синьото се произвеждат цветове като зелено в съчетание с жълто и виолетово в съчетание с червено. В психологията се асоциира с хармония, спокойствие, сигурност, надежда, безкрайност, разстояние, мир, чистота, доверие, увереност, благочестие, технология, оптимизъм, студенина, прохлада, меланхолия.